# Драго, Роберто
Роберто Драго Бурга (исп. Roberto Drago Burga; 28 июля 1923 — 24 октября 2014) — перуанский футболист, который провёл большую часть своей карьеры в «Депортиво Мунисипаль Лима» из чемпионата Перу. Драго был одним из величайших игроков «Депортиво Мунисипаль». Он умер в возрасте 91 года.

## Ранние годы
Роберто Драго по прозвищу «Тито» родился в Лиме 28 июля 1923 года. Во время учёбы в школе он играл в баскетбол за «Университарио» и занял второе место в Южной Америке по штрафным броскам (нужно было сделать 50 бросков, по 25 в каждую корзину). Его брат по прозвищу «Пичирро» был профессиональным баскетболистом, играл за «Университарио» и ряд других перуанских команд.

## Карьера
Он начал свою карьеру, выступая за перуанский клуб «Сентро Икеньо», после чего отправился в другую местную команду, «Депортиво Мунисипаль», где играл со своим братом Карлосом. Он выигрывал чемпионаты 1940, 1943 и 1950 года, а в 1951 году, когда турнир получил профессиональный статус, клуб занял второе место после «Спорт Бойз». На турне по Европе клуб провёл 32 игры, выиграв 27 из них, в том числе была побеждена мюнхенская «Бавария». Тито провёл в «Депортиво Мунисипаль» почти всю свою карьеру, хотя ненадолго покидал клуб, проведя по сезону за аргентинский «Расинг Авельянеда» и колумбийский «Индепендьенте Медельин».
В «Депортиво Мунисипаль» Драго сформировал атакующую связку с Максимо Москерой и Луисом Гусманом. За хорошую технику, умелый приём и невысокий рост (двое из них едва дотягивали до 160 см) журналист Оскара Артачо прозвал их «тремя котятами».
Тито Драго дебютировал за сборную Перу в 1949 году, но большую часть матчей сыграл в 1953—1956 годы. Он играл в матче-открытии Национального стадиона Перу в присутствии президента Мануэля Одриа, сборная Перу разделилась на две команды и провела символический матч.
Он ушёл из профессионального футбола в 1965 году. В 1969 году клуб организовал для Драго прощальный матч против югославского «Раднички Ниш», он сыграл несколько минут, а после матча отдал свою футболку другому игроку «Депортиво Мунисипаль», Уго Сотилю.
Через год после ухода со спорта он стал тренером «Спорт Бойз», с которыми занял второе место в сезоне 1966 года и впервые вывел команду в Кубок Либертадорес.
В 1981 году он открыл собственную футбольную академию, которая воспитывает новые таланты для перуанского футбола.

## Личная жизнь
Трое сыновей Драго, Роберто, Мигель и Хайме, также играли в футбол за «Депортиво Мунисипаль».